# Hua (Staat)
Hua (chinesisch 滑国, Pinyin Huá Guó) war ein kleiner antiker chinesischer Staat zur Zeit der Frühlings- und Herbstannalen der Zhou-Dynastie. Seine alte Hauptstadt befand sich im Nordwesten des heutigen Kreises Sui (睢县) in Henan, später wurde sie nach Fei (费) verlegt im Südwesten des heutigen Yanshi (偃师). Der Staat wurde 627 v. Chr. von Qin zerstört.